# Hőgyész
Hőgyész (výsl. höďjes, německy Hedjeß) je velká obec v Maďarsku, v okrese Tamási v župě Tolna. V roce 2021 zde žilo 2 736 obyvatel.

## Dějiny

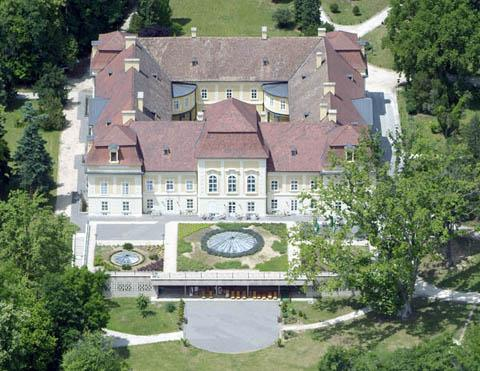
Zámek Apponyi v Hőgyész

Historie města sahá do raného arpádovského období. Ještě v době před vznikem uherského království zde žily národy, které vzdaly hold knížecímu rodu hermelínovými kožešinami. Lovci hranostajů, maďarsky „hölgymenyét“, se tehdy maďarsky nazývali „hölgyész“ (hőgyész). Jejich název dal jméno „osadě lovců hermelínů“.
První písemná zmínka o obci Hőgyész pochází z doby, kdy byla vylidněnou osadou po skončení a prvního období osídlení. Po opětovném osídlení se stala osadou, která až do okupace Turky patřila panství hradu Simontornya. Turecká nadvláda znamenala pád a konec celého středověkého uherského osídlení.
Noví osadníci se zde usadili a na ruinách v 18. století vytvořili moderní vesnici, poté trhovou obec s převážně německým obyvatelstvem.

## Partnerské obce
- Eckental, Německo

## Pamětihodnosti
- Římskokatolický kostel Szent Kereszt felmagasztalása, postavený v roce 1799
- Římskokatolická kaple Szentháromság és Segítő Szűz Mária Neve, postavená 1745, barokní
- zámek hrabat Apponyiů (Apponyi-kastély)
- Lichtenštejnský hrad (Liechtenstein-kastély)
- synagoga

## Doprava
Obcí vede hlavní silnice č. 65. Nejbližší železniční stanice, Szakály-Hőgyész na železnici Budapest–Szentlőrinc, je čtyři kilometry severozápadně v Szakály.